# به تو می‌نگرم
 «به تو می‌نگرم» هفتمین و آخرین آلبوم استودیویی از خواننده اهل ایالات متحده آمریکا ویتنی هیوستون است که در سال ۲۰۰۹ میلادی منتشر شد.
این آلبوم در چارت‌های ایتالیا، آلمان، هلند، سوئیس، در رتبه اول و در چارت‌های والونیا، اسکاتلند، فرانسه، ایرلند، نروژ، اسپانیا، دانمارک، سوئد، فلاندرز، اتریش، بریتانیا، جزو ده آلبوم اول قرار گرفت.